# Província de Pistoia
La província de Pistoia és una província que forma part de la regió de Toscana dins Itàlia. La seva capital és Pistoia.
Limita al nord amb Emília-Romanya (província de Mòdena i ciutat metropolitana de Bolonya), a l'est amb la província de Prato, al sud amb la ciutat metropolitana de Florència, i a l'oest per la província de Lucca.
Té una àrea de 964,12 km², i una població total de 291.815 hab. (2015). Hi ha 20 municipis a la província.